# Inkassobeleg

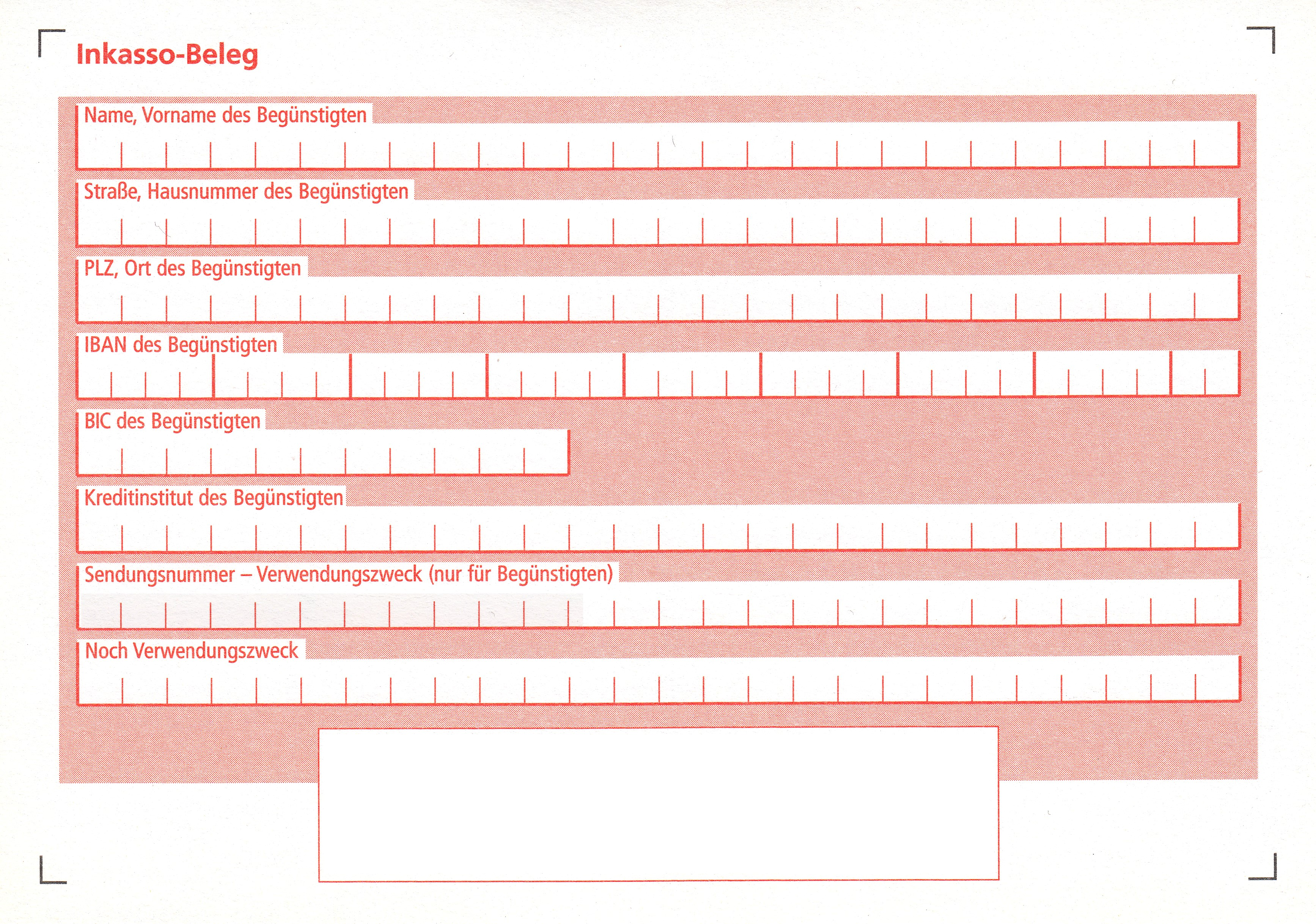
Inkasso-Beleg für SEPA-Geldübermittlung

Der Inkassobeleg (auch: Inkasso-Beleg) ist im Bankwesen und im Postwesen ein Vordruck, der das Inkasso einer Geldforderung vom Zahlungspflichtigen an den Zahlungsempfänger vorsieht.

## Allgemeines
Inkassobelege gehören zum Zahlungsverkehr und sorgen dafür, dass der zahlungspflichtige Schuldner seine Schulden beispielsweise aus einem Kaufvertrag gegenüber dem Verkäufer (Gläubiger) begleichen kann. Die zwischen dem Verkäufer und dem Käufer vereinbarten Zahlungsbedingungen müssen hierzu vorsehen, dass eine Zahlung des Kaufpreises durch Lastschrift oder durch Nachnahme erfolgen soll.

## Rechtsfragen
Dazu ist bei der Nachnahme lediglich die Bankverbindung des Verkäufers, bei der Lastschrift zusätzlich die Bankverbindung des Käufers erforderlich. Deshalb ist die Lastschrift eine bargeldlose Zahlung, während bei der Nachnahme der Käufer Bargeld oder ein gleichwertiges Zahlungsmittel verwenden muss (halbbare Zahlung).
Nach § 422 HGB ist bei der Nachnahme im Frachtgeschäft anzunehmen, dass der Rechnungsbetrag in bar oder in Form eines gleichwertigen Zahlungsmittels einzuziehen ist, wenn die Vertragsparteien vereinbart haben, dass die Ware nur gegen Einziehung einer Nachnahme an den Postempfänger abgeliefert werden darf. Das „gleichwertige Zahlungsmittel“ darf kein Zahlungsrisiko für den Verkäufer beinhalten, so dass lediglich elektronische Zahlungsmittel wie die Girocard zulässig sind. In § 422 Abs. 2 HGB wird die unwiderlegbare Vermutung aufgestellt, dass das auf Grund der Einziehung erlangte Geld im Verhältnis zu den Gläubigern des Frachtführers als auf den Absender übertragen gilt. Die „Lieferung gegen Nachnahme“ begründet eine Vorleistungspflicht des Käufers insoweit, als er bei Aushändigung der Ware zahlen muss, ohne diese zuvor untersuchen zu können. Damit ist der Käufer dem gleichen Risiko ausgesetzt wie bei Vorauszahlung oder Vorkasse.
Bei der Lastschrift ist gemäß § 675j Abs. 1 Satz 1 BGB für die Wirksamkeit des Zahlungsvorgangs maßgeblich, ob der zahlungspflichtige Käufer diesem zugestimmt hat (Autorisierung). Diese Autorisierung des Zahlungsvorgangs kann vorab oder – falls zwischen dem Zahlungspflichtigen und seinem Kreditinstitut vereinbart – auch nachträglich durch Mandat erfolgen (§ 675j Abs. 1 Satz 2 BGB). Die im Oktober 2009 neu gefassten „Sonderbedingungen für den Lastschriftverkehr“ sehen vor, dass die Zahlung mittels Lastschrift im SEPA-Lastschriftverfahren gegenüber der Zahlstelle bereits vorab mit Erteilung des SEPA-Lastschriftmandats autorisiert ist (Abschnitt C. und D. jeweils Nr. 2. 2. 1). Das SEPA-Mandat beinhaltet nicht nur die Gestattung des Zahlungsempfängers, den Betrag vom Konto des Zahlungspflichtigen einzuziehen, sondern darüber hinaus auch die an die Zahlstelle gerichtete Generalweisung, die vom Zahlungsempfänger auf das Schuldnerkonto gezogene SEPA-Lastschrift einzulösen (Abschnitt C. und D. jeweils Nr. 2. 2. 1). In dieser Weisung liegt nach der neuen Terminologie des Gesetzes der Zahlungsauftrag gemäß § 675f Abs. 3 Satz 2 BGB.

## Sonstiges
Vorrätig sind Inkassobelege bei Kreditinstituten und Post. Inkassobelege bestehen aus einem bundeseinheitlich normierten Formular aus Belegleserpapier im Papierformat DIN A6.